# Kisszállás
Kisszállás je obec v Maďarsku na jihu župy Bács-Kiskun v okrese Kiskunhalas. K 1. lednu 2018 zde žilo 2 372 obyvatel.

## Historie
První písemná zmínka o obci pochází z roku 1561.

## Geografie
Obec je vzdálena asi 16 km jižně od okresního města Kiskunhalas. Od města s župním právem, Kecskémetu, se nachází asi 70 km jihozápadně.

## Doprava
Do obce se lze dostat silnicí z Jánoshalmy, Mélykútu, Mórahalomu a Tompy. Dále jí prochází důležitá železniční trať Budapešť–Kiskunhalas–Subotica–Bělehrad, na které se nachází stanice Kisszállás.